# Eleutherodactylus iberia
Espèce
Statut de conservation UICN

 CR B1ab(iii) : 
En danger critique
Eleutherodactylus iberia est une espèce d'amphibiens de la famille des Eleutherodactylidae.

## Répartition
Cette espèce est endémique de Cuba. Elle se rencontre dans les provinces de Holguín et de Guantánamo du niveau de la mer jusqu'à 850 m d'altitude sur le monte Iberia, le Tetas de Julia, le Mina La Mercedita et la Meseta del Toldo.

## Description

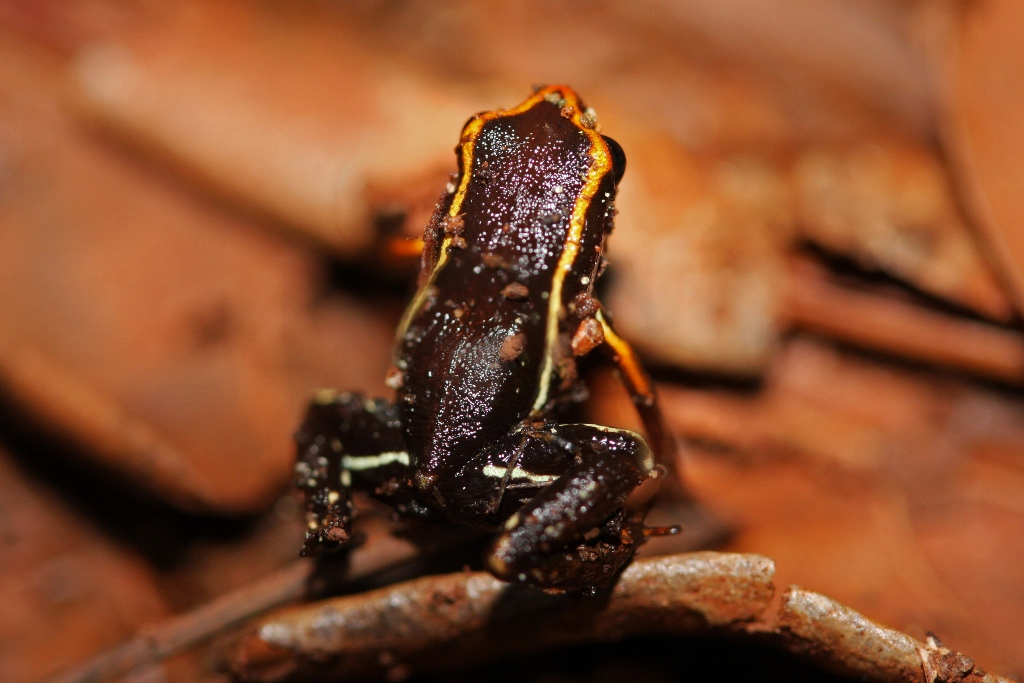
Eleutherodactylus iberia

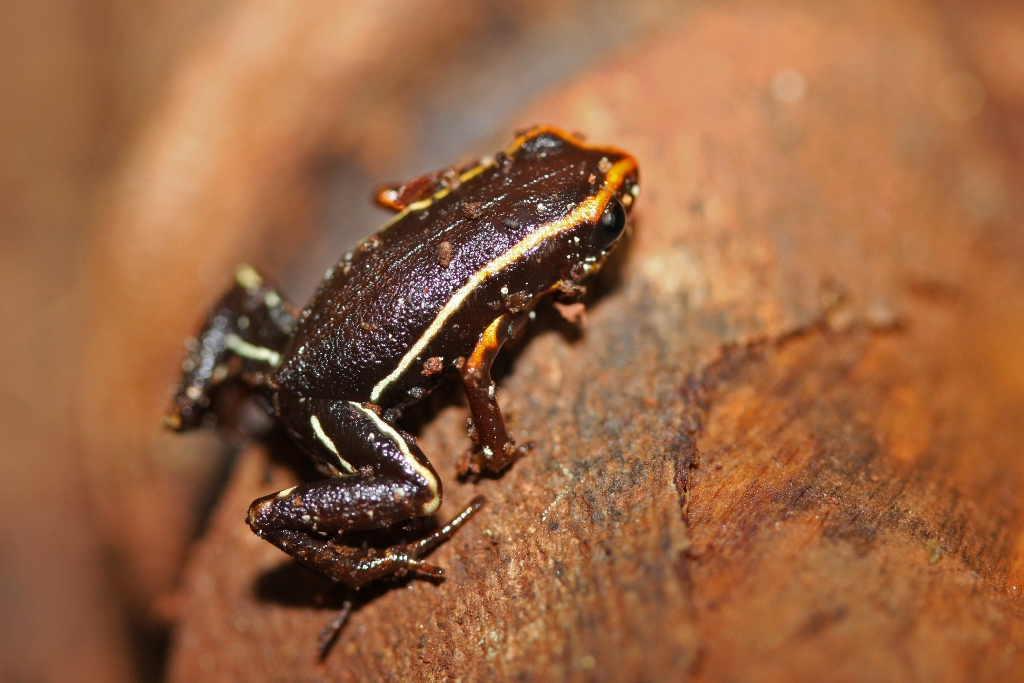
Eleutherodactylus iberia

Eleutherodactylus iberia est extrêmement petite avec une taille de 10 mm.

## Étymologie
Son nom d'espèce lui a été donné en référence au lieu de sa découverte, le monte Iberia.

## Publication originale
- Estrada & Hedges, 1996 : At the lower size limit in tetrapods: a new diminutive frog from Cuba (Leptodactylidae: Eleutherodactylus). Copeia, vol. 1996, no 4, p. 852-859 (texte intégral).